# Sozialversicherung (Vereinigte Staaten)

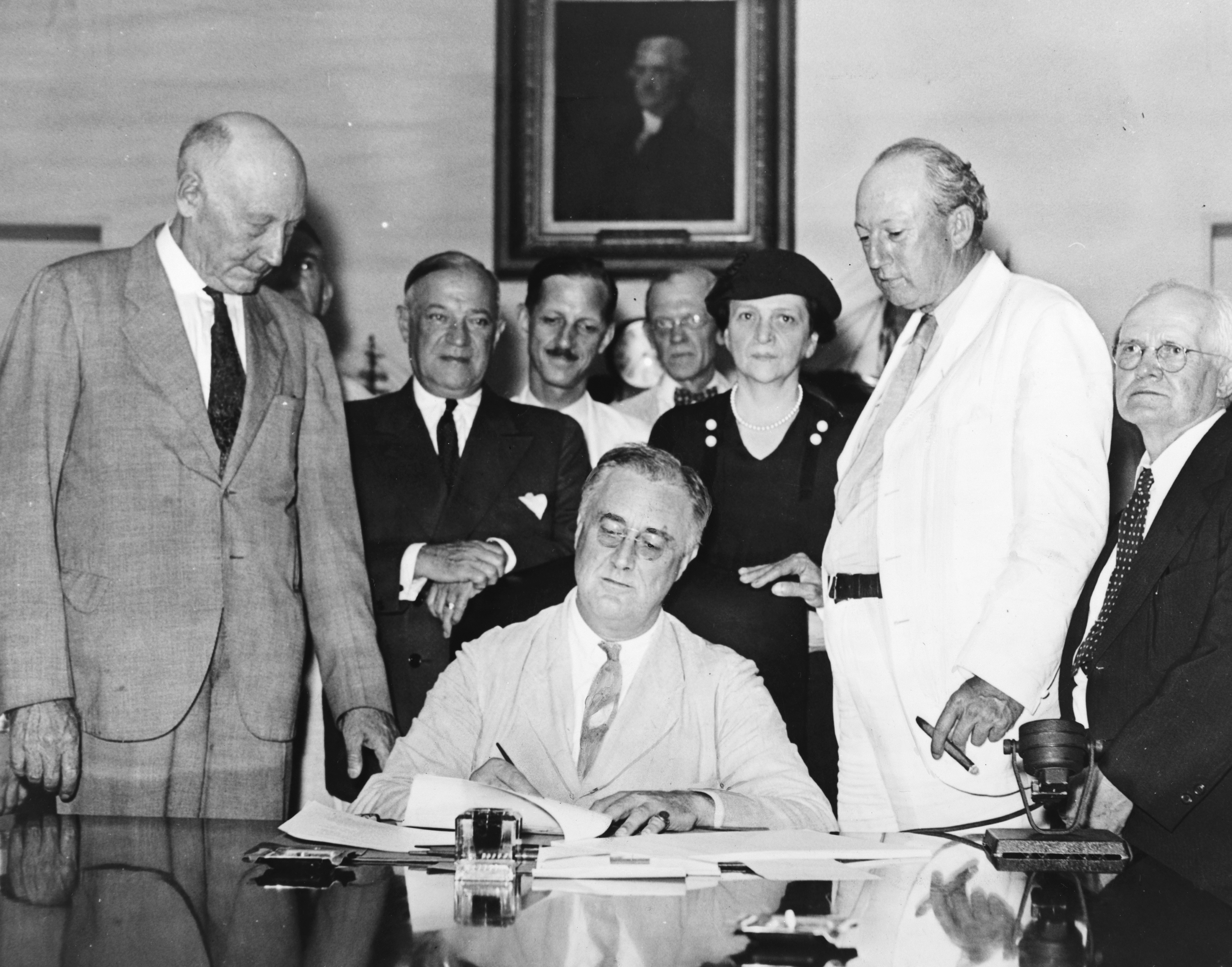
Präsident Roosevelt unterzeichnet den Social Security Act am 14. August 1935.

Die Sozialversicherung in den Vereinigten Staaten beruht auf dem 1935 verabschiedeten Social Security Act, der bis heute verschiedentlich geändert und erweitert wurde.

## Geschichte

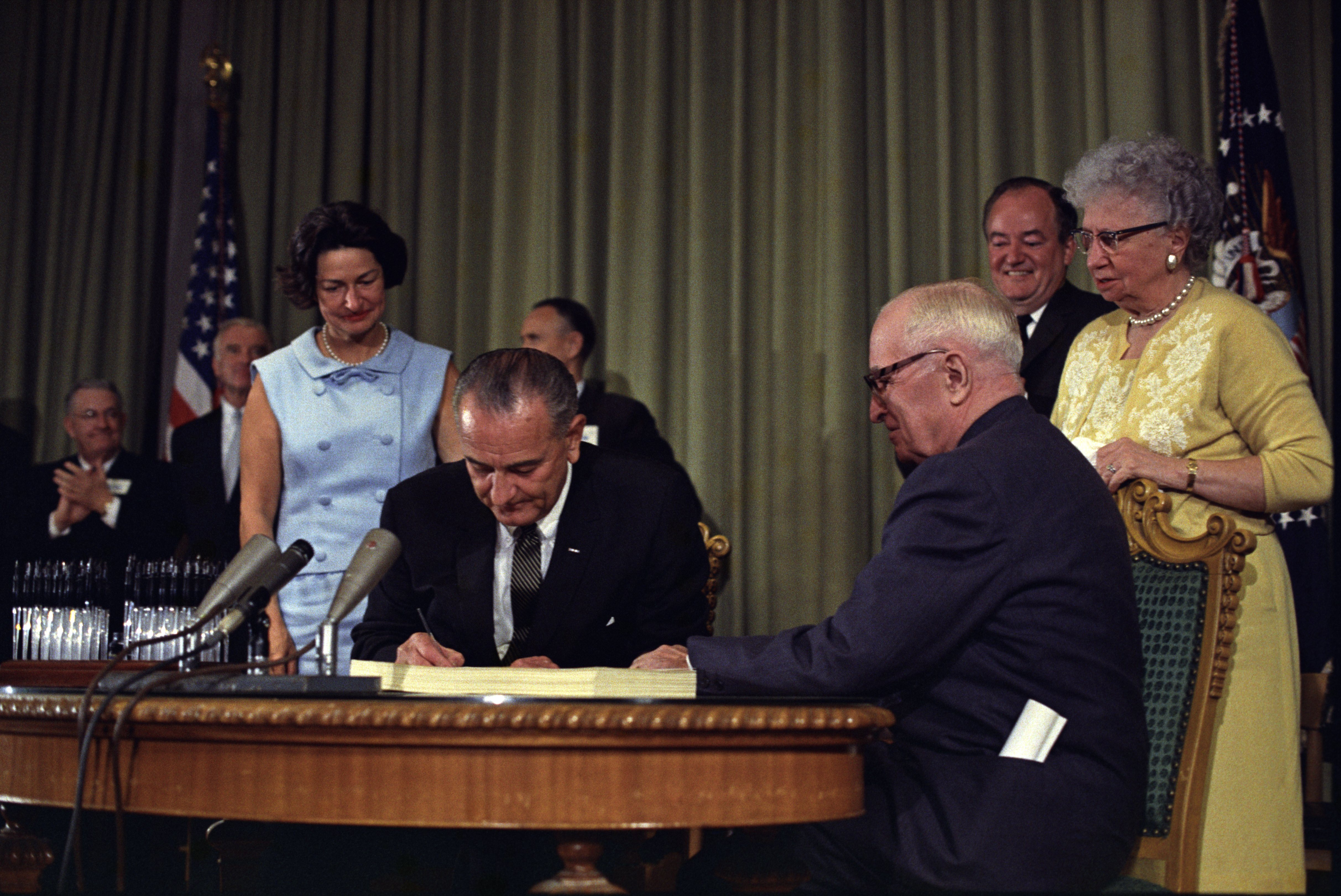
Präsident Lyndon B. Johnson bei der Unterzeichnung des Gesetzes zur Gründung der Medicare

Zu Beginn der Great Depression stieg die Armutsquote allgemein an, vor allem aber bei den älteren Einwohnern, die zu 50 % unter die Armutsgrenze fielen. Es bestanden zunächst viele einzelne Sozialhilfeprogramme der Bundesstaaten, die aber nur über sehr geringe Budgets verfügten. Eine Arbeitslosenversicherung gab es bis dahin nur im Bundesstaat Wisconsin (eingeführt 1932, wirksam wurde sie ab 1934). Öffentliche Rentenversicherungen existierten formell in einigen Bundesstaaten, sie waren allerdings stark unterfinanziert und damit praktisch bedeutungslos. Das Fehlen von Sozialversicherungen machte die Vereinigten Staaten unter den modernen Industriestaaten zu einem Ausnahmefall.
Unter Präsident Franklin D. Roosevelt wurde 1935 im Rahmen des New Deal der Social Security Act  erlassen. Mit diesem Gesetz wurde vor allem eine öffentliche Rentenversicherung begründet, die als eine der weltweit ersten im Umlageverfahren organisiert war. Beginnend mit dem 1. Januar 1937 wurden die Beiträge zur Hälfte von Arbeitnehmern durch eine Lohnsteuer (payroll tax) und zur Hälfte vom Arbeitgeber gezahlt. Wegen der Mindestbeitragsdauer erfolgten die ersten monatlichen Rentenzahlungen ab 1940. Weiterhin wurden finanzielle Zuschüsse der Bundesregierung zu Versicherungsprogrammen der Bundesstaaten gegen Arbeitslosigkeit, Krankheit und weiteres vorgesehen. Da die gesetzliche Definition von Beschäftigung, als Voraussetzung der Teilhabe an den Sozialversicherungen, auf die Lebensumstände von weißen Männern abgestimmt waren, wurden Frauen und ethnische Minderheiten oft faktisch von der Teilhabe ausgeschlossen.
Seit 1934 hatte der Oberste Gerichtshof der Vereinigten Staaten einige von Roosevelts Gesetzen für verfassungswidrig erklärt. Um den New Deal zu retten, warb der Präsident um Verabschiedung der Judiciary Reorganization Bill of 1937, mit der es dem Präsidenten erlaubt werden sollte, an allen Bundesgerichten zusätzliche Richter zu berufen, an denen Richter im Alter von über 69 Jahren sich weigerten, in Rente zu gehen. Das Gesetz wurde zwar nicht verabschiedet, aufgrund der Debatte über das Gesetz kam es im Jahr 1937 jedoch zu einer Wende in der Rechtsprechung des Obersten Gerichtshofs, der im Jahr 1937 in zwei wichtigen Entscheidungen die verfassungsrechtlichen Bedenken von Klägern gegen den Social Security Act verwarf.
1939 wurde die Witwen- und Waisenrente eingeführt. Bis zum Jahr 1950 konnte nur etwa die Hälfte der amerikanischen Arbeiter an Social Security teilhaben. 1950 wurde der Teilnehmerkreis durch Gesetzesänderungen erheblich erweitert, in diesem Jahr beschloss der Kongress auch die erste Rentenerhöhung (um 77 %). 1956 wurde die Erwerbsunfähigkeitsrente eingeführt. 1961 wurde die Möglichkeit geschaffen mit 62 Jahren in Frührente zu gehen.
1965 wurde unter Präsident Lyndon B. Johnson im Rahmen des Great-Society-Programms das Sozialversicherungssystem in Bereiche der Krankenversicherung ausgedehnt. So wurde Medicare geschaffen, eine öffentliche Krankenversicherung für Einwohner ab 65 Lebensjahren. Ebenso wurde mit Medicaid
eine öffentliche Krankenversicherung für sehr einkommensschwache Einwohner geschaffen.
1972 wurde ein Gesetz erlassen, nach dem die Rentenhöhe automatisch an steigende Verbraucherpreise und steigende Löhne angepasst wird. Anfang der 80er Jahre wurde die Greenspan-Kommission eingesetzt, um Kostendämpfungsprogramme auszuarbeiten. In der Folge unterzeichnete Präsident Ronald Reagan 1983 ein Gesetz, nach dem die Möglichkeit von Frühverrentungen verringert wurde und Renten teilweise einkommensteuerpflichtig wurden.
1997 schließlich wurde das State Children’s Health Insurance Program (SCHIP) als öffentliche Krankenversicherung für Kinder und schwangere Frauen der working poor ins Leben gerufen.

## Überblick über die Leistungen

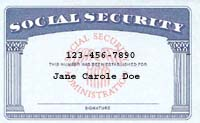
Versicherungskarte der öffentlichen Rentenversicherung Social Security

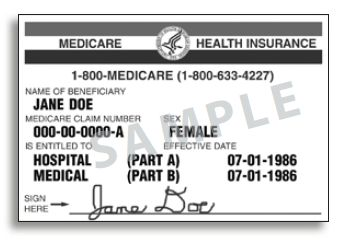
Versicherungskarte der öffentlichen Krankenversicherung Medicare

- Social Security: Alters- und Invalidenrenten, Sozialhilfe:

1. seit 1935 Altersrente (Old Age Insurance, OAI)
2. seit 1939 Witwen- und Waisenrente (Old Age Survivors Insurance, OASI)
3. seit 1956 Erwerbsunfähigkeitsrente (Old Age Survivors Disability Insurance, OASDI)
4. die 1935 eingeführte Altenfürsorge (Old Age Assistance, OAA) und die Einkommensbeihilfen für Blinde (Aid to the Blind, AB) sind zusammen mit der 1950 eingeführten Einkommensbeihilfe für Behinderte (Aid to the Permanently and Totally Disabled, APTD), 1974 in das einheitliche Sozialhilfe-Leistungsprogramm Supplemental Security Income (SSI) aufgegangen
5. die 1935 eingeführten Einkommensbeihilfen für bedürftige Familien mit minderjährigen Kindern (Aid to the Dependent Children, ADC, ab 1960 Aid to Families with Dependent Children, AFDC) existierte bis 1997 und wurde von dem Temporary Assistance for Needy Families (TANF)-Programm abgelöst

- Arbeitslosenversicherung

die 1935 eingeführte Arbeitslosenversicherung (Unemployment Insurance, UI), die von Bundesregierung und Bundesstaaten gemeinsam getragen wird
- Öffentlich-Rechtliche Krankenversicherungen als Teil des Gesundheitssystems der Vereinigten Staaten:

1. die 1965 eingeführte Medicare, eine öffentliche Krankenversicherung für Einwohner im Alter von über 64 Jahren, die von Bundesregierung und Bundesstaaten gemeinsam getragen wird
2. die 1965 eingeführte Medicaid, eine öffentliche Krankenversicherung für einkommensschwache Einwohner, die von Bundesregierung und Bundesstaaten gemeinsam getragen wird
3. das 1997 eingeführte State Children’s Health Insurance Program, (Schip), eine öffentliche Krankenversicherung für Kinder und schwangere Frauen aus einkommensschwachen Familien, das von Bundesregierung und Bundesstaaten gemeinsam getragen wird
4. die strukturellen Änderungen durch den Patient Protection and Affordable Care Act (Obamacare) seit 2010, durch die eine Pflicht zur Krankenversicherung eingeführt wurde und zugleich die Versicherungen gezwungen wurden, standardisierte Leistungspakete anzubieten, deren Grundniveau ohne Prüfung auf Vorerkrankungen allen Versicherten zur Verfügung steht.

## Finanzierung
Abgesehen von sehr wenigen Ausnahmen ist jeder Arbeitnehmer sowie jede selbständig tätige Personen beitragspflichtig. Die Finanzierung erfolgt über Payroll Taxes.
Zur Finanzierung der Rentenversicherung und von Medicare zahlen Arbeitgeber und Arbeitnehmer jeweils einen bestimmten Prozentsatz des Bruttolohns des Arbeitnehmers als Federal Insurance Contributions Tax, für die Rentenversicherung bis zu einer Beitragsbemessungsgrenze (Social Security Wage Base) von $132.900 (Stand 2019).
Zur Finanzierung der Arbeitslosenversicherungen wird eine bundesstaatliche Lohnsteuer Federal Unemployment Tax und Landessteuern State Unemployment Tax erhoben.
Medicaid und das State Children's Health Insurance Program werden nicht über Sozialversicherungsbeiträge bzw. payroll taxes, sondern direkt aus den Staatshaushalten finanziert.

## Zuständigkeiten
Social Security wird geführt von der 1946 gegründeten Sozialversicherungsbehörde Social Security Administration (SSA) mit Sitz in Baltimore im US-Bundesstaat Maryland, die 2009 rund 62.000 Mitarbeiter umfasst. Die SSA ist damit auch für die Vergabe der Social Security Number (engl.: Sozialversicherungsnummer) zuständig.
Die öffentlich-rechtlichen Krankenversicherungen werden von den Centers for Medicare and Medicaid Services geführt. Die lokale Verwaltung wird aber bei Medicare von Behörden der Social Security Administration übernommen, bei Medicaid und Schip von Behörden der Bundesländer.
Die Arbeitslosenversicherung wird von den Bundesstaaten in eigener Verantwortung geführt. Das
Arbeitsministerium der Vereinigten Staaten hat aber die Richtlinienkompetenz.

## Internationaler Vergleich

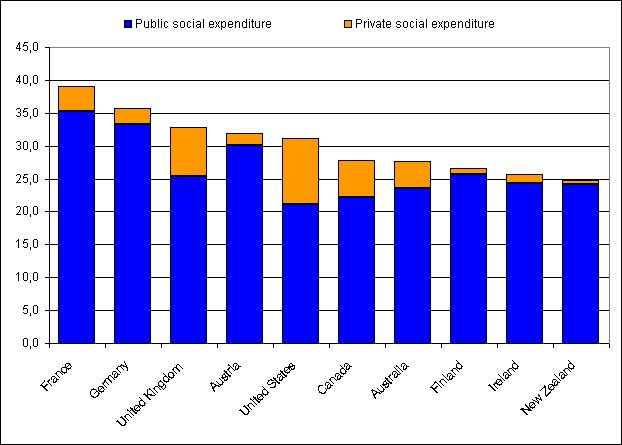
Öffentliche und Private Sozialausgaben als Prozentsatz des Nettonationaleinkommens: Frankreich, Deutschland, Großbritannien, Österreich, Vereinigte Staaten, Kanada, Australien, Finnland, Irland, Neuseeland

In den Vereinigten Staaten wird ein verhältnismäßig großer Teil der Sozialausgaben (10 % des Nettonationaleinkommens) aus nichtöffentlichen Kassen bezahlt, es handelt sich vor allem um tarifvertragliche Arbeitgeberleistungen wie arbeitgebervermittelter Krankenversicherungsschutz und Zuzahlungen des Arbeitgebers zu privaten Rentenversicherungen. Die gesamten (öffentlichen und privaten) Sozialausgaben betragen 31 % des Nettonationaleinkommens und liegen damit über dem OECD-Durchschnitt von 28 %.
Die Ausgaben der öffentlichen Rentenversicherung (Social Security) belaufen sich auf 6 % des Bruttoinlandsproduktes, damit liegen die Vereinigten Staaten etwas unter dem OECD-Durchschnitt von 7,2 %. Der durchschnittliche Rentenanspruch aus Social Security beträgt 18 % des amerikanischen Durchschnittseinkommens, der OECD-Durchschnitt beträgt hingegen 27 %. 23,6 % der amerikanischen Rentner leben in Altersarmut, in Deutschland hingegen sind es 9,9 %, der OECD-Durchschnitt beträgt 13,3 %.